# Domenico Gnoli (Schriftsteller)

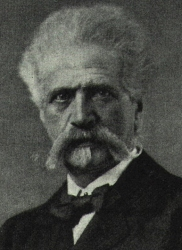
Domenico Gnoli

Domenico Gnoli (* 6. November 1838 in Rom; † 12. April 1915 ebenda) war ein italienischer Schriftsteller, Kunsthistoriker und Bibliothekar.

## Leben
Sein Geburtsjahr ist umstritten, es gibt Quellenangaben für 1838, 1836 und 1839. Der aus einer Grafenfamilie stammende Conte Gnoli legte einen juristischen Studienabschluss ab, wandte sich jedoch alsbald als Literaturkritiker, Dichter und Schriftsteller der Welt der Bücher zu. Ab 1870 lehrte er an einer Scuola media superiore (Sekundarstufe II) in Rom. Zehn Jahre später folgte er einem Ruf der Universität Turin, wo er ab November 1880 als Professor für italienische Literatur lehrte. Bereits ein Jahr später kehrte er indes in seine Heimatstadt zurück, um ab 1. Oktober 1881 als Direktor der Biblioteca Nazionale Centrale (italienische Nationalbibliothek) in Rom vorzustehen. Im Juni 1909 übernahm er die Leitung der Biblioteca Lancisiana in Sassia in Rom. Ab Oktober 1910 bis 1915 wurde er zudem Leiter der Biblioteca Angelica.
Gnoli war Mitglied der Società Bibliografica Italiana von 1896 bis 1906 sowie der Società Romana di Storia Patria ab 1878. Er leitete als Direktor von 1893 bis 1897 die Zeitschrift »Nuova Antologia«. Er war 1888 Gründer und beständiger Mitarbeiter des römischen Archivio Storico dell' Arte.
Unter dem Pseudonym Dario Gaddi veröffentlichte er Lyrik. Er nutzte des Weiteren die Pseudonyme Gina d’Arco und Giulio Orsini. Seine Übersetzungen umfassten die Römischen Elegien von Goethe und verschiedene weitere deutsche Klassiker. Viele seiner kritischen Essays wurden in der Nuova Antologia publiziert. 
Er war mit Giuseppina Contessa Gnoli, geborene Angelini (1843–1896) verheiratet. Eine seiner Töchter Ester Gräfin Gnoli, Esterina Contessa Gnoli (1872–1922) war seit dem Jahre 1900 mit dem deutschen Romanisten Karl Vossler verheiratet. Ihr Sohn war der Historiker Otto Vossler.

## Werke
- Versi, 1871 (als Dario Gaddi)
- Odi Tiberine, Essays, 1879
- E morto il re, 1882
- Canto dei pellegrini alla tomba del gran re, 1883
- Le opere di Donatello in Roma
- Il banco d'Agostino Chigi
- Nuove odi tiberine, 1885
- Fra terra e astri, 1903 (als Giulio Orsini)
- Iacovella, 1905
- Canti del Palatino, 1923 (postum)